# 阿科奇克 (馬里蘭州)
阿科奇克（英語：Accokeek）是位於美國馬里蘭州佐治王子縣的一個普查規定居民點。

## 人口
根據2020年美國人口普查的數據，阿科奇克的面積為74.57平方千米，當中陸地面積為71.03平方千米，而水域面積為3.54平方千米。當地共有人口13927人，而人口密度為每平方千米186.76人。